# Csokmány
Csokmány település Romániában, Szilágy megyében.

## Fekvése
Bihar megyében, Aranymezőtől délnyugatra, Aranymező és Szurduk között fekvő település.

## Története
Csokmány nevét 1461-ben Chokman néven írták az oklevelekben, ekkor a Kusalyi Jakcs család, Kusalyi ifj Jakcs László fia János birtoka volt, ki itteni részét zálogba adta Drágfi Miklósnak.
1461-től 1556-ig a Drágfiak birtoka volt.
1556-ban azonban Drágfi György utód nélküli halála miatt e birtokát Izabella királyné bátori (ecsedi) Báthori Györgynek és nejének, somlyói Báthory Annának és fiuknak Báthori Istvánnak (†1605) adományozta.
1565-ben azonban Báthori György Miksa császár ellen fellázadt, így birtokát fejváltságként Kővárral és tartozékaival,  köztük Csokmánnyal együtt a császárnak engedte át.
1567-ben II. János király visszafoglalta Kővárt és azt Csokmánnyal és Kővár többi tartozékával együtt  beregszói Hagymási Kristófnak adományozta.
1603-ban Csokmány az aranymezői járáshoz tartozott.
1609-ben Báthory Gábor a Kővárhoz tartozó birtokot Kállay Gergelynek adományozta, akit 1611-ben be is iktattak ide.
1631-ben Rákóczi György fejedelem Kamuti Miklósnak és nejének Cselényi Erzsébetnek adta zálogba.
1680 után Madarász Mátyás, 1689-ben Bucsi István vásárolt itt részeket, s övék volt nagy részben 1749-ig.
1760-ban a Keresztély és a Katona családok birtoka volt.
1790-ben a kincstár a birtokot per útján magához váltotta és azt gróf Teleki Ádámnak adta, s az övék volt még az 1800-as évek végén is.
II. Rákóczi Ferenc idejében a fennmaradt hagyomány szerint kuruc sereg táborozott itt.
1849-ben a debreceni nemzetőrség egy csapata tartózkodott itt huzamosabb ideig, a vidék békéjének biztonságának fenntartása érdekében.
A hagyomány szerint a község határának délnyugati részében kaluger zárda állt egykor, helyét még az 1800-as évek végén is Monostirenek nevezték.
A településnek az összeírások szerint 1891-ben 859 lakosa volt, melyből 810 görögkatolikus oláh, 20 református és 29 izraelita volt. Házainak száma ekkor 175, határa 5338 kataszteri hold volt.
Csokmány a trianoni békeszerződés előtt Szolnok-Doboka Vármegye Csákigorbói járásához tartozott.

## Nevezetességek
- Görögkatolikus temploma fából épült, 1700-ban. Anyakönyvet 1820-tól vezetnek.